# Georg Keßler
Georg Marie Keßler (Saarbrücken, 23 settembre 1932) è un allenatore di calcio tedesco.

## Palmarès

### Allenatore

#### Competizioni nazionali
- Coppa del Belgio: 1

Anderlecht: 1971-1972
- Coppa d'Austria: 1

Wacker Innsbruck: 1976-1977
- Campionato olandese: 1

AZ: 1980-1981
- Coppa dei Paesi Bassi: 2

AZ: 1980-1981, 1981-1982

#### Competizioni internazionali
- Coppa Piano Karl Rappan: 1

Hertha Berlino: 1976